# Говорухін Лев Олексійович
Лев Олексійович Говорухін (рос. Лев Алексеевич Говорухин; 20 вересня 1912, Баку — 28 серпня 1999, Київ) — радянський військовий льотчик, Герой Радянського Союзу (1946), в роки німецько-радянської війни штурман 525-го штурмового авіаційного полку 227-ї штурмової авіаційної дивізії 8-го штурмового авіаційного корпусу 8-ї повітряної армії 4-го Українського фронту.

## Біографія
Народився 20 вересня 1912 року в місті Баку в сім'ї робітника. Росіянин. Член КПРС з 1942 року. У 1933 році закінчив Грозненський автомобільний технікум. Працював механіком на нафтопромислах в місті Грозному.
У 1935 році призваний до лав Червоної Армії. У 1940 році закінчив Енгельську військову авіаційну школу льотчиків. У боях Німецько-радянської війни з червня 1941 року.
За час війни майор Л. О. Говорухін здійснив 198 бойових вильотів, знищив більше 20 танків і бронемашин, понад 100 автомашин, 50 залізничних вагонів, 3 паровози, 7 складів з пальним і боєприпасами, багато іншої бойової техніки і живої сили противника.
Указом Президії Верховної Ради СРСР від 15 травня 1946 року за мужність і героїзм, проявлені при знищенні живої сили і техніки противника майору Леву Олексійовичу Говорухіну присвоєно звання Героя Радянського Союзу з врученням ордена Леніна і медалі «Золота Зірка» (№ 6878).
Після закінчення війни продовжував службу у ВПС. У 1948 році закінчив Вищі льотно-тактичні курси, в 1955 році — Військово-повітряну академію. 

Могила Лева Говорухіна

З 27 червня 1966 року генерал-майор авіації Л. О. Говорухін — у запасі. Жив у Києві. Помер 28 серпня 1999 року. Похований у Києві на Лук'янівському військовому кладовищі.

## Нагороди
Нагороджений орденом Леніна, чотирма орденами Червоного Прапора, орденом Олександра Невського, двома орденами Вітчизняної війни 1-го ступеня, двома орденами Червоної Зірки, медалями.